# おかいあげ!
『おかいあげ！』は、漫画家おおた綾乃による日本の4コマ漫画である。芳文社の『まんがタイムファミリー』の2009年7月号から2012年8月号まで連載された。

## 作品の概要
大丸百家は、百貨店（店名は不明）の新入社員。その百家を中心に先輩社員の高島やひろ、フロアマネージャーの伊丹凛、綜合案内係の西部莉央、エレベーターガールの東舞、メンテナンスの二坂修など個性的な仲間との仕事やつきあいといった、人間模様を中心に描かれている。

## 登場人物
他作品からのスピンイン登場人物を除き、原則として実在の百貨店名を連想させる名前になっている。
登場人物の詳細については既刊単行本第1巻に基づいている。また話数については単行本に掲載された順である。

### 主人公
大丸 百家（おおまる ももか）
百貨店の新入社員。貧乏育ちで百貨店に通うことはあまりなく、百貨店に通いつめるのは昔からの夢だった。現在は通いづめ働きづめの毎日である。ひたむきに仕事に取り組み、五百円硬貨貯金で貯まったお金をもって百貨店で買い物をすることを趣味としている。小柄で背が低く、小学校に入学予定の孫にランドセルを贈るための試着では客から「孫に似ている」と言われた。

### 同僚
高島 やひろ（たかしま やひろ）
大丸の先輩で入社3年目の社員。身長は175cmと高い。大丸と二坂の2人が恋人であると誤解している。
伊丹 凛（いたみ りん）
ファッション雑貨コーナーのフロアマネージャー。仕事には厳しい姿勢で臨んでおり、大丸と高島の2人はいつもしかられ、紙を丸めたもので頭を叩かれることもしばしばである。真面目な性格であるが、素はフリフリヒラヒラの可愛い服装が好きな女の子である。
西部 莉央（にしべ りお）
案内係担当。8話で初登場、話し方がマイルドで、情報を常にキャッチして動き回っていることが多い。
東 舞（ひがし まい）
エレベーターガール。第9話で初登場、エレベーターガールの仕事に命をかけており、見た目とは裏腹にエレベーターに乗ってきた従業員を片手で放り出すことができるくらいの怪力である。エレベーターマニアでその歴史などにも詳しい。
二阪 修（にさか しゅう）
メンテナンス部社員。第5話で初登場。大丸より2歳年下で、会うたびにいつもケンカをしている。
越後 衛（えちご　まもる）
フロア主任。ベテランの社員。
星野 あかり
食品フロアーのマネージャー。同作者の別作品『派遣です!』の主人公。

## 書誌情報
2011年5月時点で、芳文社のまんがタイムコミックより第1巻が刊行されている。
1. 第1巻 2010年11月21日初版発行（2010年11月6日発売） ISBN 978-4-8322-6907-1

まんがタイムファミリー 2009年7月号～2010年11月号連載分収録